# Liste der Düsseldorfer U-Bahnhöfe

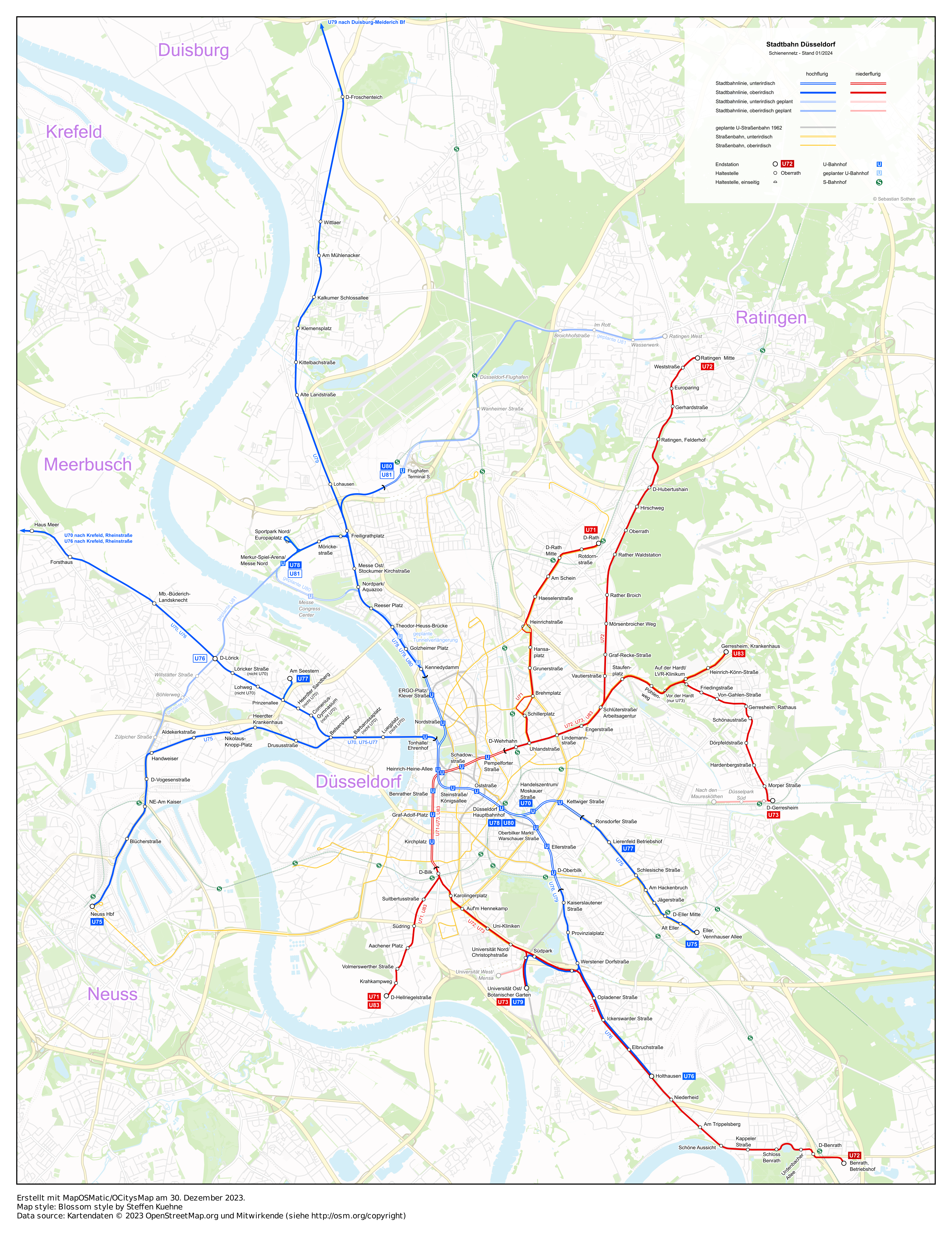
Stadt- und Straßenbahnnetz Düsseldorf

Die Liste der Düsseldorfer U-Bahnhöfe enthält alle U-Bahnhöfe, die vom Stadtbahnsystem der nordrhein-westfälischen Landeshauptstadt Düsseldorf bedient werden, dies schließt auch Bahnhöfe auf Duisburger Stadtgebiet mit ein.
Dabei handelt es sich bei allen in der Liste enthaltenen Bahnhöfen um U-Bahn-gerecht ausgebaute Haltepunkte. Um einen unabhängigen Betrieb der Strecken zu gewährleisten, sind auch bei den in der Liste aufgeführten oberirdischen Haltepunkten keine Querungsmöglichkeiten über die Gleise vorhanden. Stattdessen ist das Erreichen der Bahnsteige nur über Über- oder Unterführungen möglich. Neben den bereits bestehenden U-Bahnhöfen umfasst diese Liste ebenfalls diejenigen, welche zurzeit in Bau sind und die, deren Bau in näherer Zukunft geplant ist.

## Strecken
Bis zum 21. Februar 2016 verkehrten in Düsseldorf noch sieben Stadtbahnlinien. Nach der Eröffnung der Wehrhahn-Linie waren es dann elf und seit dem 7. Januar 2024 sind es zehn. Bis auf die Linien U71, U73, U77, U78 und U83 verlassen dabei die übrigen fünf alle das Düsseldorfer Stadtgebiet. So wird eine Verbindung mit den Nachbarstädten Neuss, Meerbusch, Krefeld und Duisburg ermöglicht. Jedoch sind lediglich auf Duisburger Stadtgebiet weitere Haltepunkte vorhanden, die als U-Bahnhöfe bezeichnet werden können.
Die Linie U70 verkehrt als Express-Linie zur HVZ zwischen Düsseldorf und Krefeld. Sie bedient nicht alle an ihrer Strecke gelegenen Haltestellen, um die Fahrzeit zu verkürzen.
Zurzeit sind weitere Linien sind geplant, so z. B. die Linie U80 als Umfahrung der Messe, oder die Linien U81 und U82.
| Line | Strecke                                                 | Eröffnung |
| ---- | ------------------------------------------------------- | --------- |
| U 70 | KR-Rheinstraße – Handelszentrum/Moskauer Straße         | 1988      |
| U 71 | D-Rath – Hellriegelstraße                               | 2016      |
| U 72 | Ratingen Mitte – Benrath Betriebshof                    | 2016      |
| U 73 | D-Gerresheim – Universität Ost/Botanischer Garten       | 2016      |
| U 75 | Neuss Hbf – Eller, Vennhauser Allee                     | 1993      |
| U 76 | KR-Rheinstraße – Holthausen                             | 1988      |
| U 77 | Am Seestern – Lierenfeld Betriebshof                    | 1994      |
| U 78 | Düsseldorf Hbf – MERKUR Spiel-Arena/Messe Nord          | 1988      |
| U 79 | DU-Meiderich Bf – Universität Ost/Botanischer Garten    | 1988      |
| U 80 | Düsseldorf Hbf – MERKUR Spiel-Arena/Messe Nord          | nach 2030 |
| U 81 | Düsseldorf Flughafen Terminal – Neuss, Rheinpark-Center | 2025      |
| U 82 | Düsseldorf Hbf – Düsseldorf Flughafen Terminal          | 2025      |
| U 83 | Gerresheim Krankenhaus – Hellriegelstraße               | 2016      |

## U-Bahnhöfe
Die Liste zeigt,
- welche Linien den jeweiligen U-Bahnhof bedienen.
  - Die Farbe Blau kennzeichnet alle in Betrieb befindlichen Stadtbahnlinien.
  - Die Farbe Grau kennzeichnet die geplanten Stadtbahnlinien.
- in welchem Jahr der U-Bahnhof eröffnet wurde.
- welcher Bahnsteigtyp (Mittelbahnsteig/Seitenbahnsteig) vorhanden ist.
- welche Bahnsteighöhe (Hochflur/Niederflur) vorhanden ist.
- ob der Bahnhof oberirdisch oder im Tunnel angelegt ist.
- welche Umsteigemöglichkeiten (Bus, Straßenbahn, S-Bahn, Regionalverkehr, Fernverkehr) bestehen.
- ob der U-Bahnhof früher einen anderen Namen führte.
- ob weitere erwähnenswerte Begebenheiten zu nennen sind.

Grau unterlegte Stationen sind derzeit noch in Planung oder befinden sich bereits im Bau.
| Bahnhof (Kürzel)                   | Linien                                  | Eröffnung  | Stadtteil                                   | Bahnsteigtyp                    | Bahnsteighöhe | Lage      | Umsteigemöglichkeiten                                  | Anmerkungen                                 | Bild                                                |
| ---------------------------------- | --------------------------------------- | ---------- | ------------------------------------------- | ------------------------------- | ------------- | --------- | ------------------------------------------------------ | ------------------------------------------- | --------------------------------------------------- |
| Am Seestern                        | U 77                                    | 1991       | Lörick                                      | Mittelbahnsteig                 | Hochflur      | ebenerdig | Bus                                                    |                                             |                                                     |
| Barbarossaplatz                    | U 75 U 76 U 77                          |            | Oberkassel                                  | Seitenbahnsteig                 | Niederflur    | ebenerdig |                                                        |                                             |                                                     |
| Belsenplatz                        | U 70 U 75 U 76 U 77                     |            | Oberkassel                                  | Seitenbahnsteig                 | Niederflur    | ebenerdig | Bus                                                    |                                             |                                                     |
| Benrather Straße                   | U 71 U 72 U 73 U 83                     | 20.02.2016 | Carlstadt, Stadtmitte                       | Seitenbahnsteig                 | Niederflur    | Tunnel    |                                                        |                                             | Benrather Straße                                    |
| Comenius-Gymnasium                 | U 76 U 77                               |            | Oberkassel                                  | Seitenbahnsteig                 | Hochflur      | ebenerdig | Bus                                                    |                                             |                                                     |
| Düsseldorf Flughafen Terminal      | U 81 U 82                               | 2025       | Lohausen                                    | Mittelbahnsteig                 | Hochflur      | Tunnel    | Bus, S-Bahn                                            | in Bau                                      |                                                     |
| Düsseldorf Hbf                     | U 70 U 75 U 76 U 77 U 78 U 79 U 80 U 82 | 07.05.1988 | Stadtmitte, Oberbilk                        | Mittelbahnsteig                 | Hochflur      | Tunnel    | Bus, Straßenbahn, S-Bahn, Regionalverkehr, Fernverkehr |                                             | Düsseldorf Hauptbahnhof                             |
| Ellerstraße                        | U 76 U 79                               | 15.06.2002 | Oberbilk                                    | Seitenbahnsteig                 | Hochflur      | Tunnel    | Bus                                                    |                                             | Ellerstraße                                         |
| ERGO-Platz/Klever Straße           | U 78 U 79 U 80 U 82                     | 03.10.1981 | Pempelfort                                  | Mittelbahnsteig                 | Hochflur      | Tunnel    | Bus                                                    | hieß früher Viktoriaplatz/Klever Straße     | Blick in die Bahnsteigebene nach der Modernisierung |
| Graf-Adolf-Platz                   | U 71 U 72 U 73 U 83                     | 20.02.2016 | Unterbilk                                   | Seitenbahnsteig                 | Niederflur    | Tunnel    | Bus, Straßenbahn                                       |                                             |                                                     |
| Handelszentrum/Moskauer Straße     | U 70 U 75 U 77                          | 26.09.1993 | Oberbilk                                    | Mittelbahnsteig                 | Hochflur      | Tunnel    | Bus                                                    |                                             | Handelszentrum/Moskauer Straße                      |
| Heerdter Sandberg                  | U 76 U 77                               |            | Oberkassel                                  | Seitenbahnsteig                 | Hochflur      | ebenerdig | Bus                                                    |                                             |                                                     |
| Heinrich-Heine-Allee               | U 70 U 75 U 76 U 77 U 78 U 79 U 80 U 82 | 07.05.1988 | Altstadt, Stadtmitte                        | Mittelbahnsteig                 | Hochflur      | Tunnel    | Bus                                                    | 2. Ebene                                    | Heinrich-Heine-Allee                                |
| Heinrich-Heine-Allee               | U 71 U 72 U 73 U 83                     | 20.02.2016 | Altstadt, Stadtmitte                        | Mittelbahnsteig                 | Niederflur    | Tunnel    | Bus                                                    | 3. Ebene                                    | neue Platform                                       |
| Kennedydamm                        | U 78 U 79 U 80 U 82                     |            | Golzheim                                    | Mittelbahnsteig                 | Hochflur      | Tunnel    |                                                        | geplant                                     |                                                     |
| Kettwiger Straße                   | U 75 U 77                               | 26.09.1993 | Flingern-Süd                                | Mittelbahnsteig                 | Hochflur      | Tunnel    | Bus, Straßenbahn                                       |                                             | Kettwiger Straße                                    |
| Kirchplatz                         | U 71 U 72 U 73 U 83                     | 20.02.2016 | Unterbilk                                   | Seitenbahnsteig                 | Niederflur    | Tunnel    | Bus                                                    |                                             | U-Bahnhof Kirchplatz                                |
| Lohweg                             | U 76                                    |            | Lörick                                      | Seitenbahnsteig                 | Hochflur      | ebenerdig | Bus                                                    |                                             |                                                     |
| D-Lörick                           | U 70 U 76 U 81                          |            | Lörick                                      | Seitenbahnsteig                 | Niederflur    | ebenerdig |                                                        |                                             |                                                     |
| Löricker Straße                    | U 76                                    |            | Lörick                                      | Seitenbahnsteig                 | Hochflur      | ebenerdig | Bus                                                    |                                             |                                                     |
| Luegplatz                          | U 75 U 76 U 77                          |            | Oberkassel                                  | Seitenbahnsteig                 | Hochflur      | ebenerdig | Bus                                                    |                                             |                                                     |
| Merkur Spiel-Arena/Messe Nord      | U 78 U 80 U 81                          | 06.09.2004 | Stockum                                     | Mittelbahnsteig/Seitenbahnsteig | Hochflur      | ebenerdig | Bus                                                    | dreigleisiger Bahnhof mit Spanischer Lösung | Merkur Spiel-Arena/Messe Nord                       |
| Messe-Süd                          | U 80                                    |            | Stockum                                     | Mittelbahnsteig                 | Hochflur      | Tunnel    | Bus                                                    | geplant                                     |                                                     |
| Nordstraße                         | U 78 U 79 U 80 U 82                     | 03.10.1981 | Pempelfort                                  | Mittelbahnsteig                 | Hochflur      | Tunnel    | Straßenbahn                                            |                                             | Nordstraße                                          |
| Oberbilk S                         | U 76 U 79                               | 15.06.2002 | Oberbilk                                    | Seitenbahnsteig                 | Hochflur      | Tunnel    | Straßenbahn, S-Bahn                                    |                                             | Oberbilk S                                          |
| Oberbilker Markt/Warschauer Straße | U 76 U 79                               | 15.06.2002 | Oberbilk                                    | Seitenbahnsteig                 | Hochflur      | Tunnel    | Bus, Straßenbahn                                       |                                             | Oberbilker Markt/Warschauer Straße                  |
| Oststraße                          | U 70 U 75 U 76 U 77 U 78 U 79 U 80 U 82 | 07.05.1988 | Stadtmitte                                  | Mittelbahnsteig                 | Hochflur      | Tunnel    | Bus, Straßenbahn                                       |                                             | Oststraße                                           |
| Pempelforter Straße                | U 71 U 72 U 73 U 83                     | 20.02.2016 | Stadtmitte                                  | Seitenbahnsteig                 | Niederflur    | Tunnel    | Bus, Straßenbahn                                       |                                             | U-Bahnhof Pempelforter Straße                       |
| Prinzenallee                       | U 70 U 76 U 77                          |            | Heerdt                                      | Seitenbahnsteig                 | Niederflur    | ebenerdig | Bus                                                    |                                             |                                                     |
| Schadowstraße                      | U 71 U 72 U 73 U 83                     | 20.02.2016 | Stadtmitte                                  | Seitenbahnsteig                 | Niederflur    | Tunnel    | Straßenbahn                                            |                                             | Wehrhahnlinie, U-Bahnhof Schadowstraße              |
| Sportpark Nord/Europaplatz         | U 78                                    | 1970       | Stockum                                     | Seitenbahnsteig                 | Hochflur      | ebenerdig |                                                        |                                             | Sportpark Nord/Europaplatz                          |
| Steinstraße/Königsallee            | U 70 U 75 U 76 U 77 U 78 U 79 U 80 U 82 | 07.05.1988 | Stadtmitte                                  | Mittelbahnsteig                 | Hochflur      | Tunnel    | Bus, Straßenbahn                                       |                                             | Steinstraße/Königsallee                             |
| Theodor-Heuss-Brücke               | U 78 U 79 U 80 U 82                     |            | Golzheim                                    | Mittelbahnsteig                 | Hochflur      | Tunnel    | Bus, Metrobus                                          | geplant                                     |                                                     |
| Tonhalle/Ehrenhof                  | U 70 U 75 U 76 U 77                     | 06.08.1988 | Altstadt, Pempelfort                        | Mittelbahnsteig                 | Hochflur      | ebenerdig | Bus                                                    |                                             | Tonhalle/Ehrenhof                                   |
| Wehrhahn                           | U 71 U 72 U 73 U 83                     |            | Düsseltal, Flingern, Pempelfort, Stadtmitte |                                 |               |           | Bus, S-Bahn                                            |                                             |                                                     |